# Chrześcijański Kościół Wiary w Szczecinie
Chrześcijański Kościół Wiary w Szczecinie – nieistniejący zbór Kościoła Bożego działający w Szczecinie, będący społecznością protestancką o charakterze zielonoświątkowym.
Nabożeństwa odbywały się każdej niedzieli o godz. 10 przy ulicy Bandurskiego 84.